# Walter Lobner

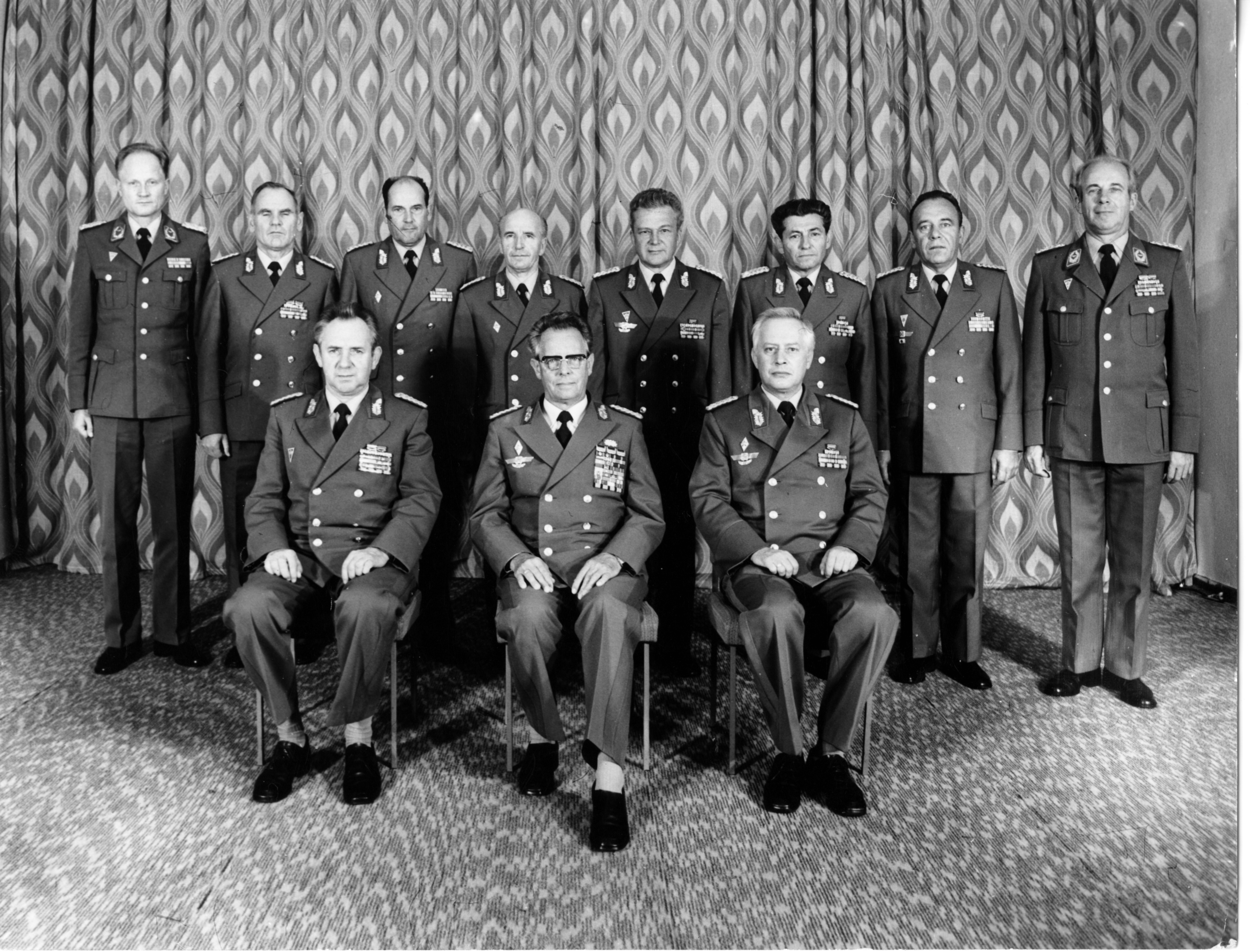
Generalmajor Lobner (stehend 3. v. l.) im Kreise des Militärrats Kommando LSK/LV im Jahre 1986.

Walter Lobner (* 12. August 1930 in Forst) ist ein ehemaliger Generalmajor der Nationalen Volksarmee der Deutschen Demokratischen Republik.

## Leben und Werdegang
Walter Lobner wurde als Sohn einer Arbeiterfamilie in Forst, Kreis Spree-Neise, geboren. Dort besuchte er die Schule bis zum Abitur, erlernte die Berufe Elektrotechniker und Schmied und arbeitete bis 1952 als Landarbeiter. Als Jugendlicher trat er in die FDJ-Organisation ein und wurde 1952 Mitglied der SED.

## Militärische Laufbahn

### Ausbildung und Verwendungen
Walter Lobner trat am 23. Mai 1952 als Freiwilligenbewerber in die bewaffneten Organe der DDR ein und absolvierte als Kursant einen Lehrgang zur Offiziersausbildung an der damalige Flak-Artillerieschule in Pinnow. Von dort wurde er bis 1953 zum Lehrgang X, den Sonderlehrgang zur Ausbildung von zukünftigen Militärpiloten der Luftstreitkräfte der Nationalen Volksarmee (Sysran an der Wolga), kommandiert.
Nach der Rückkehr aus der Sowjetunion wurde W. Lobner zur KVP-Dienststelle Cottbus versetzt, der Vorläuferorganisation des Divisionskommandos der 1. Luftverteidigungsdivision der NVA-Luftstreitkräfte. Dort kam er zunächst auf den Dienstposten Stellvertreter des Kommandeurs für fliegerische Ausbildung und war von 1954 bis 1955 Kommandeur 3. Abteilung des Aeroklubs Cottbus. Im Anschluss wurde er bis 1959 zum Hochschulstudium an die Militärakademie der Luftstreitkräfte in die Sowjetunion kommandiert. Nach erfolgreichem Studium wurde W. Lobner im Divisionskommando der 1. LVD als Stellvertreter des Kommandeurs für fliegerische Ausbildung (A-3) eingesetzt. Von 1962 bis 1965 folgte eine Verwendung als Stellvertreter des Kommandeurs und Stabschef im Jagdfliegergeschwader 1 und danach bis 1971 als Stellvertreter des Kommandeurs und Stabschef 1. LVD.
Im Anschluss wurde er von 1971 bis 1973 zur Generalstabsausbildung an die Militärakademie des Generalstabes der Russischen Streitkräfte delegiert. Nach erfolgreichem Studium erfolgte seine Versetzung zum Kommando LSK/LV auf dem Dienstposten Leiter Abteilung 1 beim Stellvertreter Chef des Stabes für Operative Fragen (später Stv. CS und Chef Operativ). Danach war er von 1981 bis 1982 Stellvertreter und Stabschef RD beim Stellvertreter des Chefs LSK/LV und Chef RD ebenfalls im Kommando LSK/LV.

### Dienst als General
Im Jahre 1983 folgte seine Endverwendung als Stellvertreter Chef LSK/LV und Chef Rückwärtige Dienste im Kommando LSK/LV. Am 7. Oktober 1984 wurde Oberst Lobner dann zum Generalmajor ernannt.
| Vorgänger: OTL Joachim Richter (1. Jan. 1962 – 31. Dez. 1982) | aktuelle Besetzung Oberst Walter Lobner (1. Jan. 1983 – 29. Febr. 1990) | Nachfolger: Oberst Günter Gerloff (letzter Stv. Chef LSK/LV und Chef RD) |

GenMaj Lobner wurde am 28. Februar 1990 in den Ruhestand versetzt.

## Orden, Ehrenzeichen und Auszeichnungen
- Vaterländischer Verdienstorden in Silber
- Kampforden „Für Verdienste um Volk und Vaterland“ in Gold
- Verdienstmedaille der Nationalen Volksarmee in Gold